# Гра в убивство (роман)
«Гра в убивство» (англ. A Man Lay Dead) — дебютний роман англійської письменниці Найо Марш. Відкриває серію про старшого інспектора Скотленд-Ярду Родеріка Аллейна. У ньому вперше з'являються Найджел Батгейт, Анжела Норт та інспектор Фокс («Братець Лис»). Зразок класичного детективу золотої доби цього жанру.

## Сюжет
Сюжет стосується вбивства, скоєного під час детективної гри у вбивство на вечірці у вихідні в заміському будинку. Хоча в романі й присутні сюжетні лінії, присвячені «російському сліду», проклятій і старовинній зброї та таємним товариствам, саме вбивство стосується невеликої групи гостей у маєтку сера Г'юберта Гендслі. До числа гостей входять племінниця сера Г'юбера (Анджела Норт), Чарлз Ренкін (чоловік приблизно 46 років), Найджел Батгейт (двоюрідний брат Чарлза, репортер, що веде колонку світської хроніки), Розамунда Ґрант і містер та місіс Артур Вайлд. Також тут присутні мистецтвознавець та росіянин-дворецький. На відміну від пізніших романів, цей більш орієнтований на Найджела Батгейта і менше на Аллейна.
Під час детективної гри у вбивство одного з гостей таємно обрано, щоб бути «вбивцею», який має право вбити будь-кого з гравців. «Убивця» має торкнутися до плеча обраної ним «жертви», сказавши: «Ви — труп», швидко вдарити по гонгу (протягом 2 хвилин після удару ніхто не рухається, щоб дати час «убивці» «замести сліди»). Після двох хвилин усі збираються і визначають винного. Але коли гості спускаються на перший поверх, вони бачать тіло Ренкіна з кинджалом у шиї.

## Історія створення
«Гра в убивство» — перший роман, написаний Найо Марш, хоча до цього вона написала кілька п'єс і оповідань. У наступні роки Марш «зіщулювалась при згадці про свій перший роман з його ледь правдоподібною сюжетною лінією, поверхневою характеристикою та обмеженою обстановкою», але це був її дебют, який є прикладом затишної форми детективного роману, оскільки більшість твору відбувається в одному місці (маєток Г'юберта Гендслі у Франтоці) і має обмежене коло підозрюваних (усі складові були традиціями золотої доби детективного жанру, епохи, класиком якої була Найо Марш).
В автобіографії «Black Beech and Honeydew» письменниця згадувала, що почала писати цей роман 1931 року, коли «гра у вбивство» була популярною на англійських вечірках. Прочитавши один із детективних романів «чи Крісті, чи Сеєрс» дощової суботи в Лондоні, письменниця запитала, чи зможе вона зробити щось подібне. Потім вона купила шість зошитів і олівці та взялася до роботи. Роман вийшов 1934 року.

## Екранізація
Роман екранізовано один раз. Він став основою для першої серії (до цього був пілотний випуск, заснований на романі «Маестро, ви — вбивця!») телесеріалу Інспектор Аллейн розслідує (англ. The Inspector Alleyn Mysteries). Найбільш явним відступом від джерела в екранізації було те, що персонажа Анжела Норта замінено на Агату Трой — іншого персонажа серії, яку вперше введено в романі «Маестро, ви — вбивця!» (1938); у книгах Трой була дружиною інспектора Аллейна. Роль Родеріка Аллейна виконав Патрик Малагайд.

## Відгуки
«Ілюстровані лондонські новини», рецензуючи роман у 1934 році, писали:
«Людина, що лежала мертва» Нґайо Марша вводить справжнє вбивство в гру у «вбивство». Реконструкція злочину є смішною; падіння з перил слід було б залишити для дитячої кімнати. Але крикливості вистачає, і автор не шкодує зусиль, щоб якомога довше тримати своїх глядачів подалі від слідів злочину.